# Дуби золотистий, червоний, білоряболистий (втрачена)
Ботанічна пам'ятка природи місцевого значення «Дуби золотистий, червоний, білоряболистий» (втрачена) створена рішенням Закарпатської обласної ради народних депутатів від 23 жовтня 1984 року № 253 «Про мережу об'єктів природно-заповідного фонду» (м. Ужгород, вул. Корзо, радгосп декоративних культур). Площа — 0,3 га.
Рішенням Закарпатської обласної ради від 26 грудня 2003 року № 326 «Про впорядкування переліку об'єктів природно-заповідного фонду місцевого значення» об'єкт було скасовано.